# Monocelididae
Famille
Les Monocelididae sont une famille de vers plats aquatiques de l'infra-ordre des Lithophora  et de l'ordre des Proseriata.

## Écologie
Malgré leur petite taille, des espèces de Monocelididae du genre Duplominona ont été observées parasitées par des sporozoaires du genre Rhytidocystis.

## Systématique
Le nom valide complet (avec auteur) de ce taxon est Monocelididae Hofsten, 1907.

### Sous-taxons
Selon la base de données World Register of Marine Species (17 décembre 2023), la famille des Monocelididae regroupe les sous-familles et genres suivants :
- Famille des Monocelididae
  - Sous-famille des Archiloinae Faubel & Rohde, 1998
    - Archilina Ax, 1959
    - Archiloa de Beauchamp, 1910
    - Archilopsis Meixner, 1938
    - Inaloa Martens & Curini-Galletti, 1994
    - Mesoda Marcus, 1949
    - Monocelopsis Ax, 1951
    - Tajikina Martens & Curini-Galletti, 1994

  - Sous-famille des Boreocelidinae
  - Sous-famille des Cannoninae Faubel & Rohde, 1998
    - Acanthopseudomonocelis Curini-Galletti & Cannon, 1995
    - Cannona Faubel & Rohde, 1998
    - Pseudomonocelis Meixner, 1943

  - Sous-famille des Coelogynoporinae Bresslau, 1933
  - Sous-famille des Duplomonocelidinae Litvaitis, Curini-Galletti, Martens & Kocher, 1996
    - Promonotus Beklemischev, 1927

  - Sous-famille des Minoninae Karling, 1978
    - Duplominona Karling, 1966
    - Duploperaclistus Martens, 1983
    - Ectocotyla Hyman, 1944
    - Minona Marcus, 1946
    - Peraclistus Steinböck, 1932
    - Preminona Karling, 1966
    - Pseudominona Karling, 1978

  - Sous-famille des Monocelidinae Midelburg, 1908
    - Boreocelis Westblad, 1952
    - Coloephora
    - Digenobothrium Palombi, 1926
    - Heteromonocelis Miller & Faubel, 2003
    - Monocelis Ehrenberg, 1831
    - Myrmeciplana Graff, 1911
    - Necia Marcus, 1950
    - Paramonotus Meixner, 1938
    - Sabazius Marcus, 1954

  - Sous-famille des Promonotinae Marcus, 1949
    - Promonotus Beklemischev, 1927

### Synonymes, reclassements
Les sous-taxons suivants de Monocelididae sont non valides d'après World Register of Marine Species (17 décembre 2023) :
- la sous-famille des Globuliphorinae Westblad, 1952 est la famille des Monotoplanidae Ax, 1958
  - Globuliphora Westblad, 1952 (synonyme plus récent) est Monotoplana Meixner, 1938
- la sous-famille des Promonotinae Marcus, 1949 est Duplomonocelidinae Litvaitis, Curini-Galletti, Martens & Kocher, 1996
- la sous-famille des Archiloninae est incertaine.

Dans la sous-famille des Monocelidinae Midelburg, 1908, les genres suivants sont synonymes :
- Automolos Graff, 1882 est Paramonotus Meixner, 1938
- Monops Diesing, 1862 (nomen oblitum) est Monocelis Ehrenberg, 1831
- Monotocelis Meixner, 1938 est Monocelis Ehrenberg, 1831
- Pistrix Marcus, 1951 est Mesoda Marcus, 1949